# Alloteratura penangica
Alloteratura penangica är en insektsart som beskrevs av Morgan Hebard 1922. Alloteratura penangica ingår i släktet Alloteratura och familjen vårtbitare. Inga underarter finns listade i Catalogue of Life.